# The Dirty Mac
The Dirty Mac byla anglická dočasná superskupina založená Johnem Lennonem v prosinci 1968. Dále v ní vystupovali Eric Clapton, Keith Richards, Mitch Mitchell; Lennon pod pseudonymem Winston Leg-Thigh. Kapela se sešla kvůli jednorázovému vystoupení v televizním speciálu Rolling Stones s názvem The Rolling Stones Rock and Roll Circus. The Dirty Mac zahráli Lennonovu beatlesovskou skladbu „Yer Blues“ a „Whole Lotta Yoko“, rozšířenou o bluesovou improvizaci, při níž se k nim připojila Lennonova tehdejší přítelkyně Yoko Ono a houslista Ivry Gitlis. Televizní speciál, v němž kromě jiných vystoupili také Rolling Stones, The Who a Jethro Tull, nebyl původně odvysílán podle plánu a oficiálně vyšel až v říjnu 1996.
Lennon a Clapton se později objevili společně na prvním albu Plastic Ono Band Live Peace in Toronto 1969, které rovněž obsahuje provedení skladby „Yer Blues“.